# Sant’Agapito
Sant’Agapito – miejscowość i gmina we Włoszech, w regionie Molise, w prowincji Isernia.
Według danych na rok 2004 gminę zamieszkiwało 1331 osób, 88,7 os./km².